# Bistum Sekondi-Takoradi
Das Bistum Sekondi-Takoradi (lat.: Dioecesis Sekondiensis-Takoradiensis) ist eine in Ghana gelegene römisch-katholische Diözese mit Sitz in Sekondi-Takoradi.

## Geschichte
Das Bistum Sekondi-Takoradi wurde am 20. November 1969 durch Papst Paul VI. mit der Apostolischen Konstitution Quandoquidem aus Gebietsabtretungen des Erzbistums Cape Coast errichtet und diesem als Suffraganbistum unterstellt. Am 22. Dezember 1999 gab das Bistum Sekondi-Takoradi Teile seines Territoriums zur Gründung des Bistums Wiawso ab.

## Bischöfe von Sekondi-Takoradi
- Joseph Amihere Essuah, 1969–1980
- Charles Kweku Sam, 1981–1998
- John Martin Darko, 1998–2011
- John Bonaventure Kwofie CSSp, 2014–2019, dann Erzbischof von Accra
- John Baptist Attakruh, seit 2021